# Edward Shepherd Creasy
Sir Edward Shepherd Creasy (1812-1878) est un historien, avocat puis juge britannique.

## Biographie
Il étudie à Eton College et à l'Université de Cambridge. Il est membre du Barreau à partir de 1837. 
Il devient en 1840 professeur d'histoire à l'Université de Londres et, en 1860, juge en chef de Ceylan, après avoir été promu chevalier.

## Œuvres
Son œuvre principale est The Fifteen Decisive Battles of the World (1851). Il est également l'auteur d'ouvrages historiques relatant l'histoire des Turcs ottomans et de la Constitution et des institutions impériales et coloniales de l'Empire britannique (1872).
- Biographies of Eminent Etonians, 1850, plusieurs éditions[1] ;
- Historical and Critical Account of the Several Invasions of England, 1852[1] ;
- History of the Ottoman Turks[1] ;
- History of England, 1869–70, en 2 vol.[1] ;
- The Rise and Progress of the English Constitution ;
- Imperial and Colonial Institutions of the British Empire, 1872[1].